# Paul Wilson (lekkoatleta)
Paul Michael Wilson (ur. 30 lipca 1947) – amerykański lekkoatleta, specjalizujący się w skoku o tyczce.
Dwukrotnie zdobył medale mistrzostw Stanów Zjednoczonych w skoku o tyczce: w 1966 – srebrny, natomiast 23 czerwca 1967 – złoty, jednocześnie ustanawiając wynikiem 5,38 m ówczesny rekord świata (wynik ten został pobity 12 września 1968 r. przez innego amerykańskiego tyczkarza, Roberta Seagrena). W 1967 r. zwyciężył również w halowych mistrzostwach organizacji National Collegiate Athletic Association. 
Z powodu odniesionej kontuzji nie uczestniczył w eliminacjach przedolimpijskich do igrzysk olimpijskich w 1968 r. w Meksyku. Z tego też powodu zakończył karierę sportową.